# أدولف نيومان
أدولف نيومان (بالألمانية: Adolf Neumann) هو رسام ألماني، ولد في 5 يونيو 1825 في لايبزيغ في ألمانيا، وتوفي بنفس المكان في 20 نوفمبر 1884.